# 창녕 신흥사 대혜보각선사서
창녕 신흥사 대혜보각선사서(昌寧 新興寺 大慧普覺禪師書)는 대한민국 경상남도 창녕군 창녕읍, 창녕박물관에 있는 책이다. 2015년 1월 15일 경상남도의 유형문화재 제566호로 지정되었다.

## 지정 사유
대혜보각선사서장(大慧普覺禪師書狀)은 송나라 대혜보각선사(1089-1163)의 편지 모음집이다. 주변 사람들의 질의 편지에 대하여 보각선사가 간화선법(看話禪法)에 바탕을 두고 일일이 그 요지를 설명한 답신들이다. 1책의 목판본(木板本)으로 전체 138장(張)으로 권수제(卷首題)는 ‘대혜보각선사서(大慧普覺禪師書)’, ‘판심제(版心題)는 ‘서(書)’이며 제첨은 ‘서장(書狀)으로 확인된다. 본서는 귀중본(貴重本)의 기준이 되는 임진왜란(1592) 이전의 자료로써, 그 정확한 간행기록은 알 수 없지만, 발문의 간기가 1387년 즉 고려 말기에서 늦어도 조선 초기에 간행되었을 것으로 추정되는 귀중한 자료이다.

## 같이 보기
- 대혜보각선사서
- 송나라

## 참고 자료
- 창녕 신흥사 대혜보각선사서 - 국가유산청 국가유산포털